# Campanya Bus Ateu

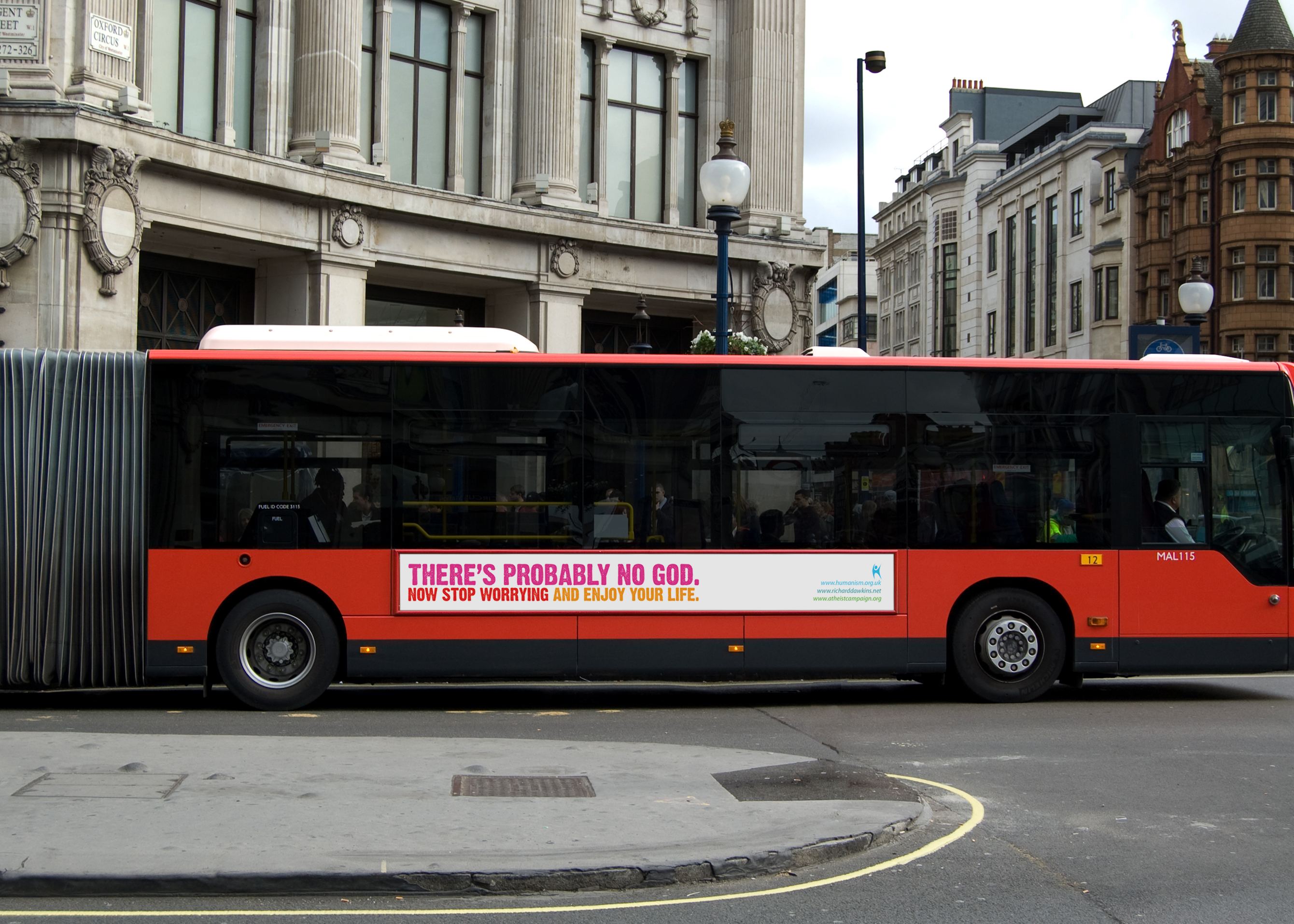
Imatge d'un autobús londinenc el gener de 2009, portant un anunci amb el lema de la campanya promoguda en favor de l'ateïsme.

La Campanya Bus Ateu (en anglès: Atheist Bus Campaign) és la denominació d'una campanya promocional empresa en suport del lliurepensament i l'ateisme, i caracteritzada per la difusió de l'eslògan: «Probablement Déu no existeix. Deixa de preocupar-te i gaudeix de la teva vida», ideada i anunciada el juny de 2008 per la periodista britànica Ariane Sherine, i l'ús dels suports publicitaris dels autobusos i altres mitjans de transport públic. La iniciativa, que en un principi només era pensada per la ciutat de Londres, ha assolit una major difusió gràcies a l'impuls de diverses organitzacions, sent estesa no solament a altres ciutats del Regne Unit, sinó també a nivell internacional.

## Context: el debat religiós en l'espai públic
La crítica a la religió és antiga, i segons diversos analistes, s'ha recolzat notablement en el progrés científic i tècnic que ha acompanyat el desenvolupament del coneixement humà principalment des del segle xix. A principis del segle xxi, paral·lelament a l'increment de la demanda d'una major notorietat per part de les diverses confessions, en les societats dels països occidentals ha anat progressant l'interès d'una part de l'opinió pública pels temes relacionats amb la crítica a la religió i l'ateisme, així com el posicionament per part d'associacions, organitzacions i partits polítics a favor de l'aconfessionalitat de l'Estat i del laïcisme.
Als Estats Units, on durant els mandats presidencials de George W. Bush han tingut lloc controvertits debats sobre l'ensenyament públic del disseny intel·ligent i utilitzada la devoció religiosa dels líders en el terreny polític, les publicacions i opinions de científics i intel·lectuals com Richard Dawkins o Sam Harris han assolit un elevat nombre de vendes i han difós la seva denúncia sobre el tracte desfavorable cap als no creients, ja que segons Dawkins «la situació dels ateus avui dia a Amèrica és comparable a la dels homosexuals 50 anys enrere». També al Regne Unit, França, Itàlia o Espanya, ha arribat una gran difusió de les obres d'aquests autors, així com les de pensadors com Christopher Hitchens, Piergiorgio Odifreddi i Michel Onfray.
Per la seva banda, des de l'Església Catòlica, el papa Benet XVI ha efectuat, des de la seva elecció el 2005, declaracions en favor d'una major intervenció de la religió en la vida pública i política, donant suport a una visió revisada del laïcisme, assumpte que ha estat objecte de les seves crítiques directes, i la d'influents líders com l'espanyol Antonio María Rouco Varela. Líders de les esglésies cristianes evangèliques han reclamat la consideració de veritat històrica o científica per als continguts dels llibres religiosos.

## Història de la campanya

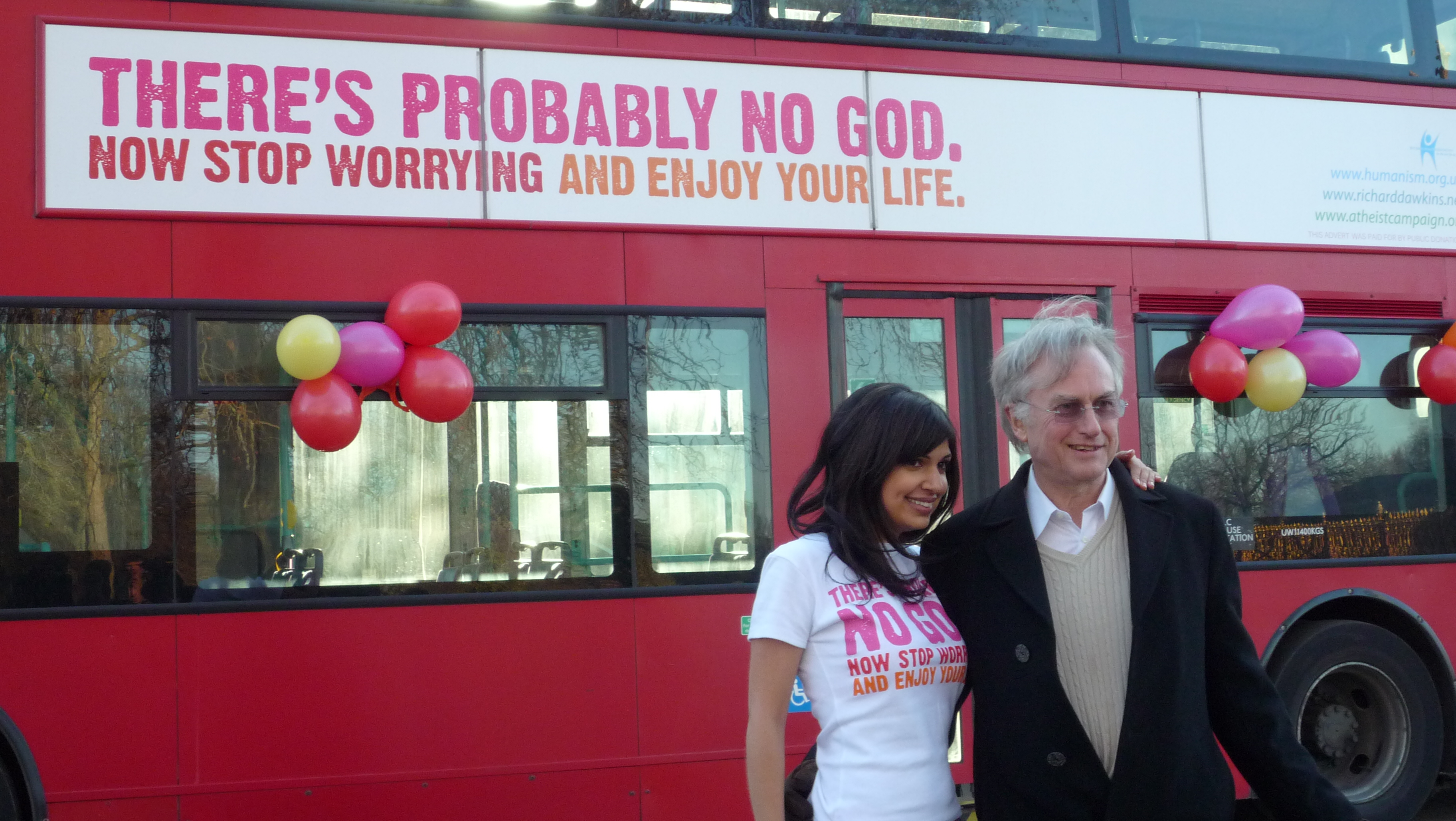
Sherine i Dawkins en el llançament de la campanya.

La campanya va tenir el seu origen en la publicació, el 20 de juny de 2008, d'un article d'opinió al diari The Guardian de la periodista i escriptora satírica britànica Ariane Sherine, titulat «Atheists - gimme five. Since when is it OK to spread the fear of God from the side of a bus? Let's get together and distribute reassurance» («Ateus, xoquin aquestes cinc. Des de quan està bé difondre el temor a Déu des del lateral d'un autobús? Unim-nos i difonguem seguretat»). Sherine expressava la seva reacció després d'observar en el suport publicitari de diversos autobusos públics de Londres una frase extreta d'un passatge bíblic:
| «           | Quan vingui el Fill de l'home, trobarà fe a la terra? | » |
| — Lluc 18:8 |                                                       |   |

Sherine explica que en contactar amb l'associació promotora de la campanya, va trobar un nou missatge que considerava amenaçador cap als no creients. Després de constatar que aquesta campanya comptava amb el permís de les autoritats, es va informar que el cost de contractació durant dues setmanes de l'espai publicitari ascendia a 23.400 lliures esterlines, i va proposar una col·lecta per a la difusió del missatge: «Probablement Déu no existeix. Deixa de preocupar-te i gaudeix de la teva vida.» Sherine explicava la importància de l'ús de l'adverbi «probablement» per aconseguir l'autorització.
Aquesta proposta va ser acollida favorablement i estructurada fins a resultar en la creació d'una pàgina web presentada el 21 d'octubre de 2008, i alhora d'un segon article de Sherine en què es realitzava una crida formal a la col·lecta de 11.000 lliures esterlines per contractar una campanya en els autobusos londinencs amb l'objectiu de:
| « | (...) donar-li a l'ateisme una presència més visible al Regne Unit, generar debat, alegrar el dia de la gent en el camí cap a la feina, i animar a més persones a declarar-se ateus. | » |
| — Ariane Sherine, All aboard the atheist bus campaign. It's real, it's happening: you can sponsor the first atheist advert on a bus – and Richard Dawkins will match your money | |   |

Sota l'administració de la British Humanist Association i amb el suport financer de Richard Dawkins, la quantitat sol·licitada va poder ser recaptada en 10 hores, arribant a les 100.000 lliures esterlines una setmana més tard.
Inspirant-se en l'èxit britànic, l'American Humanist Association va accelerar, l'estiu de 2008, els plans per a una campanya equivalent als Estats Units, que seria llançada a major escala l'11 de novembre de 2008 en el transport públic de Washington DC. La campanya no només va cobrir diversos centenars d'autobusos, sinó que també es va estendre als suports publicitaris del servei del metro de Washington, que van exhibir un eslògan adaptat als usos culturals americans: «Per què creure en un déu? Només sigues bo pel fet de ser bo.» La campanya va generar polèmica i reaccions adverses, sent poc després contestada per diverses iniciatives d'organitzacions religioses, però aconseguint l'adhesió de nombroses persones a través de la seva pàgina web whybelieveinagod.org («Per què creure en un déu»).
El gener de 2008, els organitzadors de la iniciativa d'Ariane Sherine van confirmar la contractació de 200 autobusos en quatre línies de Londres i uns altres 600 en diverses ciutats britàniques, anunciant l'extensió de la campanya al popular tube i a altres suports, com les pantalles gegants davant a l'estació Bond Street d'Oxford Street, i va aconseguir estendre la campanya a països com Espanya, on va ser anunciada la contractació de la campanya a autobusos de Barcelona, Madrid i València, a més del Canadà, Brasil, Austràlia, Nova Zelanda, Finlàndia, Alemanya, Irlanda, Itàlia, Països Baixos, Suècia i Rússia.